# Chilicola valparaiso
Chilicola valparaiso är en biart som beskrevs av Toro och Harold Norman Moldenke 1979. Chilicola valparaiso ingår i släktet Chilicola och familjen korttungebin. Inga underarter finns listade i Catalogue of Life.